# Янківське нафтове родовище
Янківське нафтове родовище — належить до Бориславсько-Покутського нафтогазоносного району Передкарпатської нафтогазоносної області Західного нафтогазоносного регіону України.

## Опис
Розташоване у Долинському районі Івано-Франківської області на відстані 15 км від м. Стрий.
Знаходиться у північно-західній частині Бориславсько-Покутської зони Передкарпатського прогину.
Виявлене в 1962 р. Район родовища характеризується покривним стилем тектоніки. Берегова скиба Карпат насунута на перший ярус структур Бориславсько-Покутської зони, а останні повністю перекривають підвернуте півн.-сх. крило Північно-Танявської антикліналі, яке відокремлюється від неї і від Янківської складки другого ярусу поверхнями насувів. У поперечному перерізі підвернуте крило є структурою з оберненою послідовністю стратиграфічного розрізу. Ширина структури 4,7, довжина 3,8-5 м, висота 1200 м.
Перший приплив нафти та газу отримано в 1983 р. з відкладів еоцену (інт. 5235-5292 м).
Поклад пластовий, склепінчастий, тектонічно екранований. Режим покладу пружний та розчиненого газу. Колектори — пласти пісковиків та алевролітів, відокремлених прошарками аргілітів. Експлуатація родовища не проводилась. Запаси початкові видобувні категорій А+В+С1: нафти — 100 тис. т. Густина дегазованої нафти 824 кг/м³. Вміст сірки у нафті 0,17 мас.%.